# Vanden Plas Princess 3 Litre
Der Vanden Plas Princess 3 Litre war eine viertürige Limousine der British Motor Corporation (BMC), den diese unter dem Traditionsnamen Vanden Plas von 1959 bis 1964 fertigte.

## Mark I (1959–1961)
Der Princess 3-Litre Mark I war mit dem gleichen 6-Zylinder-Reihenmotor wie der Austin A110 mit 2912 cm³ Hubraum ausgestattet, der seine Leistung von 112 bhp (82 kW) an die Hinterräder weitergab. Seine Karosserie entsprach der des Austin A105 Vanden Plas, besaß aber einen quadratischen Kühlergrill mit senkrechten Chromstäben (ähnlich dem des 4 Litre Limousine) und zwei kleinen, runden Grills daneben.
Der 3 Litre wurde nur als luxuriös ausgestattete Limousine gefertigt und erreichte eine Höchstgeschwindigkeit von 156 km/h. Sein Benzinverbrauch lag bei 16,5 l / 100 km.

## Mark II (1961–1964)
Der Princess 3 Litre Mark II ab 1961 hatte eine ganz neue Karosserie von Pininfarina im Stil des Austin A60 und einen etwas stärkeren Motor mit 120 bhp (88 kW). Die Außenmaße waren gleich geblieben, aber der Radstand wurde um 2″ (51 mm) verlängert. Dadurch reichten die Radhäuser nicht mehr so weit in den Innenraum, und es stand dort mehr Platz zur Verfügung.
Der Wagen erreichte eine Höchstgeschwindigkeit von 169 km/h bei niedrigerem Benzinverbrauch von 15,4 l / 100 km.
1964 ersetzte der Princess 4 Litre R den Princess 3 Litre.

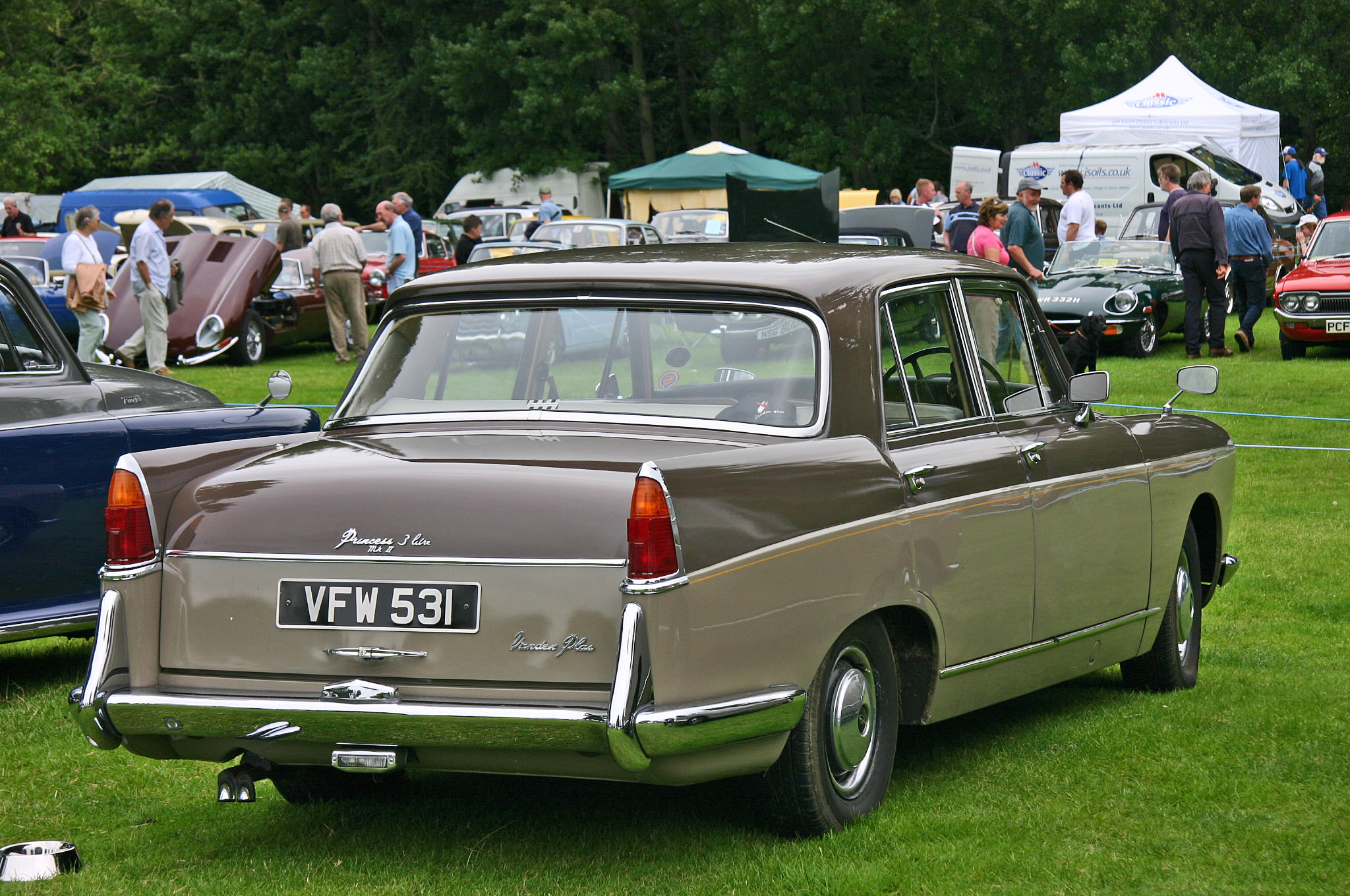
Heckansicht